# Поланд (округ Геркаймер, Нью-Йорк)
Поланд (англ. Poland) — селище (англ. village) в США, в окрузі Геркаймер штату Нью-Йорк. Населення — 464 особи (2020).

## Географія
Поланд розташований за координатами 43°13′34″ пн. ш. 75°3′41″ зх. д. / 43.22611° пн. ш. 75.06139° зх. д. (43.226084, -75.061432).  За даними Бюро перепису населення США в 2010 році селище мало площу 1,42 км², з яких 1,41 км² — суходіл та 0,02 км² — водойми.

## Демографія
Згідно з переписом 2010 року, у селищі мешкало 508 осіб у 192 домогосподарствах у складі 137 родин. Густота населення становила 357 осіб/км².  Було 209 помешкань (147/км²).
Расовий склад населення:
| - 98,4 % — білих - 0,6 % — корінних американців - 0,4 % — чорних або афроамериканців |

До двох чи більше рас належало 0,6 %. Частка іспаномовних становила 1,0 % від усіх жителів.
За віковим діапазоном населення розподілялося таким чином: 25,2 % — особи молодші 18 років, 62,2 % — особи у віці 18—64 років, 12,6 % — особи у віці 65 років та старші. Медіана віку мешканця становила 40,0 року. На 100 осіб жіночої статі у селищі припадало 89,6 чоловіків;  на 100 жінок у віці від 18 років та старших — 91,9 чоловіків також старших 18 років.
Середній дохід на одне домашнє господарство  становив 69 404 долари США (медіана — 61 750), а середній дохід на одну сім'ю — 74 335 доларів (медіана — 68 889). За межею бідності перебувало 7,3 % осіб, у тому числі 9,5 % дітей у віці до 18 років та 3,7 % осіб у віці 65 років та старших.
Цивільне працевлаштоване населення становило 187 осіб. Основні галузі зайнятості: освіта, охорона здоров'я та соціальна допомога — 26,2 %, роздрібна торгівля — 16,6 %, науковці, спеціалісти, менеджери — 12,8 %, виробництво — 12,8 %.